# Exciting Baseball
Exciting Baseball est un jeu vidéo de baseball sorti en 1987 sur Famicom Disk System. Le jeu a été développé et édité par Konami.